# Polyrhachis macropus
Polyrhachis macropus é uma espécie de formiga do gênero Polyrhachis, pertencente à subfamília Formicinae.